# Uniformna antiprizmatična prizma
| Skupina uniformnih antiprizmatičnih prizem Primer kvadratne antiprizmatične prizme Schleglov diagram |                                                                           |
| Vrsta                                                                                                | Prizmatični uniformni polihoron                                           |
| Schläflijev simbol                                                                                   | s{p,2}x{}                                                                 |
| Coxeter-Dinkinov diagram                                                                             |                                                                           |
| Cells                                                                                                | 2 p-strane antiprizme, 2 p-strane prizme in 2p tristrane prizme           |
| Stranske ploskve                                                                                     | 4p {3}, 4p {4} in 4 {p}                                                   |
| Robovi                                                                                               | 10p                                                                       |
| Oglišča                                                                                              | 4p                                                                        |
| Slika oglišč                                                                                         | nepravilni štirikotnik piramida (primer kvadratne antiprizmatične prizme) |
| Simetrijska grupa                                                                                    | [(p,2)+,2], order 4p                                                      |
| Značilnosti                                                                                          | konveksna, če je osnovna ploskev konveksna                                |
| (Primer mreže antiprizmatične prizme)                                                                |                                                                           |

Antiprizmatična prizma je v štirirazsežni geometriji uniformni polihoron s celicama dveh  uniformnih antiprizem v dveh vzporednih trirazsežnih hiperravnin, povezanih s celicami uniformnih prizem med pari stranskih ploskev.
P stranska antiprizmatična prizma ima 4p trikotnikov, 4p kvadratov in 4-kotne stranske ploskve. Ima tudi 10p robov in 4p oglišč.
Konveksna množica vključuje:
| Ime                                | Coxeterjev graf | Celice                                                                                  | Slika |
| ---------------------------------- | --------------- | --------------------------------------------------------------------------------------- | ----- |
| Tristrane antiprizmatične prizme   |                 | 2 oktaedra povezana z 8 tristranimi prizmami (isto kot osemstrana prizma)               |       |
| kvadratna antiprizmatična prizma   |                 | 2 kvadratni antiprizmi povezani z 2 kockama in 8 tristranimi prizmami                   |       |
| petstrana antiprizmatična prizma   |                 | 2 petstrani antiprizmi povezani z 2 petstranima prizmama in 10 tristranimi prizmami     |       |
| šeststrana antiprizmatična prizma  |                 | 2 šeststrani antiprizmi povezani z 2 šeststranima prizmama in 12 tristranih prizem      |       |
| sedemstrana antiprizmatična prizma |                 | 2 sedemstrane antiprizme povezane z 2 sedemstranima prizmama in 14 tristranimi prizmami |       |
| osemstrana antiprizmatična prizma  |                 | 2 osemstrani antiprizmi povezani z 2 osemstranima prizmama in 16 tristranimi prizmami   |       |

Obstajajo tudi nekonveksne oblike tako, kot obstajajo zvezdne antiprizme
1. pentagramska antiprizmatična prizma -  - 2 pentagramski antiprizmi povezani z 2 pentagramskima prizmama in 10 tristranimi prizmami
2. pentagramska križna antiprizmatična prizma -  - 2 pentagramski križni antiprizmi povezani z 2 pentagramskima prizmama in 10 tristranimi prizmami